# Miss Seine-et-Marne
 (août 2025).
Si vous disposez d'ouvrages ou d'articles de référence ou si vous connaissez des sites web de qualité traitant du thème abordé ici, merci de compléter l'article en donnant les références utiles à sa vérifiabilité et en les liant à la section « Notes et références ».
Miss Seine-et-Marne est un concours de beauté annuel concernant les jeunes femmes deSeine-et-Marne. Il est qualificatif pour l'élection de Miss Île-de-France puis pour Miss France en direct sur la chaîne TF1, en décembre, chaque année.
Qautre Miss issues du département de la Seine-et-Marne ont été couronnées Miss Île-de-France.
Le délégué départemental de Seine-et-Marne pour Miss Île-de-France est Ugo Collonge.